# Warszawianka
Warszawianka là một bài hát Ba Lan được viết trong khoảng thời gian 1879-1883. Tên của bài hát có thể dịch là "bài ca Vácsava" hay "cô gái Vácsava". Nó trùng tên với bài hát cùng tên được sáng tác nhằm cổ vũ cho cuộc Khởi nghĩa Tháng Mười Một tại Ba Lan năm 1831. Để phân biệt với bài hát năm 1831, người ta thường gọi bài ca "mới" này là "Bài ca Vácsava năm 1905", tự vì nó được sử dụng làm "thánh ca" của những người công nhân Ba Lan khi họ khởi nghĩa hưởng ứng cuộc cách mạng 1905 sau khi 30 công nhân bị bắn chết trong một cuộc biểu tình ủng hộ ngày Quốc tế Lao động tại Warszawa năm 1905.
Có tài liệu cho rằng Wacław Święcicki là người viết lời cho bài hát trong khoảng năm 1879, khi ông đang bị giam tại nhà ngục khét tiếng tại sảnh số 10 thuộc pháo đài Warszawa vì các hoạt động liên quan đến chủ nghĩa xã hội. Một ý kiến khác cho rằng bài hát được viết vào năm 1883 sau khi Święcicki vừa mới mãn hạn đi đày tại Siberia. Cho đến thập niên sau đó, bài hát đã trở thành một trong những nhạc phẩm nổi tiếng của nhũng người cách mạng Ba Lan.
Bài hát đã được dịch sang nhiều thứ tiếng, trong đó phiên bản tiếng Nga (Varshavianka) có sự thay đổi lời ca một chút và đó cũng là một phiên bản nổi tiếng. Nó xuất hiện trong bộ phim Liên Xô Vikhri vrazhdebnye. Gleb Maksimilianovich Krzhizhanovskiy được cho là tác giả của bản dịch tiếng Nga, viết vào năm 1897 khi ông đang bị cầm tù.
Phiên bản tiếng Tây Ban Nha mang tên A las Barricadas, với lời mới được viết lại bởi Valeriano Orobón Fernández. Phiên bản tiếng Đức được sử dụng như một bài quân hành phổ biến của Quân đội Nhân dân Quốc gia (Nationale Volksarmee) Cộng hòa Dân chủ Đức. Trung đoàn Kỵ binh nhẹ nhảy dù số 1 của Pháp cũng sử dụng bài nhạc này với lời khác. Phiên bản tiếng Anh do Paul Robeson đặt lời, nhưng không nổi tiếng lắm. Đoạn phim mở đầu của phim The Jackal, "bài ca Vácsava" được thể hiện với cảnh phim của Cách mạng Tháng Mười.
| Lời gốc tiếng Ba Lan Śmiało podnieśmy sztandar nasz w górę, Choć burza wrogich żywiołów wyje, Choć nas dziś gnębią siły ponure, Chociaż niepewne jutro niczyje. O, bo to sztandar całej ludzkości, To hasło święte, pieśń zmartwychwstania, To tryumf pracy, sprawiedliwości, To zorza wszystkich ludów zbratania! Naprzód Warszawo! Na walkę krwawą, Świętą a prawą! Marsz, marsz, Warszawo! Dziś, gdy roboczy lud ginie z głodu, Zbrodnią w rozkoszy tonąć jak w błocie, I hańba temu, kto z nas za młodu, Lęka się stanąć choć na szafocie! O, nie bez śladu każdy z tych skona, Co życie sprawie oddają w darze, Bo nasz zwycięski śpiew ich imiona Milionom ludzi ku czci przekaże! Naprzód Warszawo! Na walkę krwawą,(bis) Świętą a prawą! Marsz, marsz, Warszawo! Hurra! Zerwijmy z carów korony, Gdy ludy dotąd chodzą w cierniowej, I w krwi zatopmy nadgniłe trony, Spurpurowiałe we krwi ludowej! Ha! Zemsta straszna dzisiejszym katom, Co wysysają życie z milionów. Ha! Zemsta carom i plutokratom, A przyjdzie żniwo przyszłości plonów! | Lời tiếng Đức Feindliche Stürme durchtoben die Lüfte, drohende Wolken verdunkeln das Licht. Mag uns auch Schmerz und Tod nun erwarten, gegen die Feinde ruft auf uns die Pflicht. Wir haben der Freiheit leuchtende Flamme hoch über unseren Hauptern entfacht: die Fahne des Sieges, der Völkerbefreiung, die sicher uns führt in der letzen Schlacht Auf, auf nun zum blutigen, heiligen Kampfe. Bezwinge die Feinde, du Arbeitervolk. Auf die Barrikaden, auf die Barrikaden, erstürme die Welt, du Arbeitervolk! Tod und Verderben allen Bedrückern, leidendem Volke gilt unsere Tat, kehrt gegen sie die mordenden Waffen, dass sie ernten die eigene Saat! Mit Arbeiterblut gedüngt ist die Erde, gebt euer Blut für den letzen Krieg, dass der Menschheit Erlösung werde! Feierlich naht der heilige Sieg. Auf, auf nun zum blutigen, heiligen Kampfe. Bezwinge die Feinde, du Arbeitervolk. Auf die Barrikaden, auf die Barrikaden, erstürme die Welt, du Arbeitervolk! Elend und Hunger verderben uns alle, gegen die Feinde ruft mahnend die Not, Freiheit und Glück für die Menschheit erstreiten! Kämpfende Jugend erschreckt nicht der Tod. Die Toten, der grossen Idee gestorben, werden Millionen heilig sein. Auf denn, erhebt euch, Brüder, Genossen, ergreift die Waffen und schliesst die Reihn! | Lời tiếng Nga Вихри враждебные веют над нами, Темные силы нас злобно гнетут. В бой роковой мы вступили с врагами, Нас еще судьбы безвестные ждут. Но мы подымем гордо и смело Знамя борьбы за рабочее дело, Знамя великой борьбы всех народов За лучший мир, за святую свободу. На бой кровавый, Святой и правый Марш, марш вперед, Рабочий народ. Мрёт в наши дни с голодухи рабочий, Станем ли, братья, мы дольше молчать? Наших сподвижников юные очи Может ли вид эшафота пугать? В битве великой не сгинут бесследно Павшие с честью во имя идей. Их имена с нашей песней победной Станут священны мильонам людей. На бой кровавый, Святой и правый Марш, марш вперед, Рабочий народ. Нам ненавистны тиранов короны, Цепи народа-страдальца мы чтим. Кровью народной залитые троны Кровью мы наших врагов обагрим! Смерть беспощадная всем супостатам! Всем паразитам трудящихся масс! Мщенье и смерть всем царям-плутократам! Близок победы торжественный час. На бой кровавый, Святой и правый Марш, марш вперед, Рабочий народ. | Tạm dịch Anh em ơi hãy giương cao ngọn cờ cách mạng Dù cho giông tố bão bùng cứ gào thét Dù cho bè lũ tội lỗi cứ đè nén Dù cho viễn cảnh tương lai vẫn mù mờ Ô, đây là ngọn cờ của cả nhân loại Là lời kêu gọi thiêng thánh, là bài ca Phục sinh Là khúc khải hoàn của cần lao và công lý Là bình minh của tình bằng hữu khắp loài người! Tiến lên, Vácsava ! Tới cuộc chiến đánh đổi bằng máu, Cuộc chiến thiêng thánh và chính nghĩa! Hành quân, hành quân, Vácsava! Hôm nay những người cần lao đang chết đói Vì sự nuông chiều tội ác thói xa hoa Và sự nhục nhã trong giới trẻ chúng ta Khiếp sợ trước việc bị giải ra pháp trường Ô, chúng ta không bao giờ quên sự hi sinh Của những con người bỏ mình vì nghĩa lớn Vì bài ca chiến thắng của chúng ta Sẽ vinh danh họ bởi hàng triệu triệu người ! Tiến lên, Vácsava ! Tới cuộc chiến đánh đổi bằng máu (x 2) Cuộc chiến thiêng thánh và chính nghĩa Tiến lên, Vácsava ! U-ra ! Hãy xé nát vương miện của bọn Sa hoàng Trong khi loài người đang đội sự thống khổ Hãy nhấn chìm ngai vàng mục ruỗng trong máu Cái ngai vàng nhuộm đỏ máu của người dân A ! Sự báo thù giáng lên kẻ áp bức Đang bòn rút sự sống của hàng triệu người A ! Sự báo thù giáng lên bọn vua quan Và chúng ta sẽ gặt hái vụ mùa của tương lai ! |

### Lời tiếng Việt
Vững bước đi lên theo ngọn cờ hồng đỏ rực tươi
Thẳng tiến phía trước chúng ta đạp bằng chông gai gian khó,
Đi qua cơn bão giông tương lai chờ ta về lại
Phải nắm chắc lấy trong tay ngọn cờ thắng lợi này
Warsaw đang chờ ta, vinh quang đang đợi ta 
Người người truyền thống đấu tranh vẻ vang bao vinh quang,
Giành lại toàn thắng trong tương lai cho nhân loại
Mạnh mẽ giữ vững yên vui thanh bình cho hoà bình
Tương lai đang chờ ta, vinh quang đang đợi ta,
Vì tình đoàn kết anh em, vì tương lai tự do
Vì một cuộc sống ấm no cho nhân loại,
Thề quyết vững bước tiến theo ngọn cờ thắng lợi này
Vững bước đi lên theo ngọn cờ hồng đỏ rực tươi
Thẳng tiến phía trước chúng ta đạp bằng chông gai gian khó,
Đi qua cơn bão giông tương lai chờ ta về lại
Phải nắm chắc lấy trong tay ngọn cờ thắng lợi này
Warsaw đang chờ ta, vinh quang đang đợi ta
Người người truyền thống đấu tranh vẻ vang bao vinh quang,
Giành lại toàn thắng trong tương lai cho nhân loại
Mạnh mẽ giữ vững yên vui thanh bình cho hoà bình
Tương lai đang chờ ta, vinh quang đang đợi ta,
Vì tiền hậu tuyến anh em, vì tương lai tự do
Vì một cuộc sống ấm no cho nhân loại,
Thề quyết vững bước tiến theo ngọn cờ thắng lợi này